# Telecom Namibia
Telecom Namibia ist das staatliche Telekommunikationsunternehmen von Namibia mit Sitz in der namibischen Hauptstadt Windhoek.
Telecom Namibia ist eine Tochtergesellschaft der Namibia Post and Telecommunications Holdings, welche zu 100 Prozent dem namibischen Ministerium für Information und Kommunikationstechnologie unter Kommunikationsminister Joel Kaapanda untersteht. Seitdem ist es ein eigenständiges Staatsunternehmen.
Geschäftsführender Direktor ist Frans Ndoroma.

## Festnetz
Die Telecom Namibia hat ein Monopol im Festnetzbereich. Mit Stand Juni 2022 gibt es landesweit 88.000 Anschlüsse, knapp 40 Prozent weniger als 2021. Verwendete Technologien sind DSL und ISDN, zum Großteil über Glasfaserkabel.

## Mobilfunk
Mit SWITCH bot Telecom Namibia auch Mobilfunklösungen auf Grundlage von CDMA an und war seit Ende 2009 offiziell als dritter Mobilfunkanbieter des Landes etabliert. Switch zählte 54.000 Kunden (Stand: Mitte 2010). Im August 2011 gab die Telecom den Umbau des CDMA-Netzes in ein GSM-Netz bekannt.
Im November 2012 übernahm Telecom Namibia den zweitgrößten Mobilfunkbetreiber. Die Neuausrichtung findet unter dem Namen TN Mobile statt.

## Web Hosting
Unter dem Markennamen iWay betreibt Telecom Namibia Web Hosting, Domain- und E-Mail-Angebote.

## Andere Dienste
In ihren Standorten muss Telecom Namibia rechtlich anderen kommerziellen Anbietern, wie z. B. MTC Namibia, die Möglichkeit zum Infrastructure sharing ermöglichen.
Vom Standort Walvis Bay aus betreibt Telecom Namibia zusätzlich maritime Dienste, wie z. B. Radiodurchsagen und NAVTEX-Rundfunk mit Wetterinformationen und Navigationswarnungen und Telefonie über Radiowellen. Sie versorgen damit die gesamte Küstenregion Namibias (vom Kunene-Delta bis Oranjemund). Zur Infrastruktur gehören mehrere aus der Ferne betriebene Funktstandorte. Es werden Funksprüche von 90 % der Erdoberfläche empfangen und überwacht und Notfalleinsätze organisiert. Die Leitwarte ist 24/7 redundant besetzt. Die Rettung erfolgt jedoch über entsprechende Institutionen von Südafrika aus.